# Adolfo García Quesada

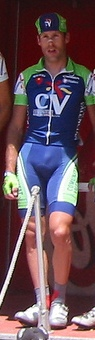
Adolfo García Quesada.

Adolfo García Quesada (La Zubia,[cita requerida] Granada, 27 de septiembre de 1979) es un ex ciclista español.
García Quesada formaba parte del equipo de iBanesto.com en el año 2001. En su segundo año se afianzó como nueva promesa en este campo, al ganar una etapa de la Vuelta a Portugal. En 2003 se cambió al equipo Kelme-Costa Blanca y ganó una etapa de la Vuelta a Burgos. Desde el 2006 compite en el equipo Andalucía-Paul Versan. Ha ganado una etapa en la Vuelta a Andalucía en 2006 y terminó en la clasificación general tercero.

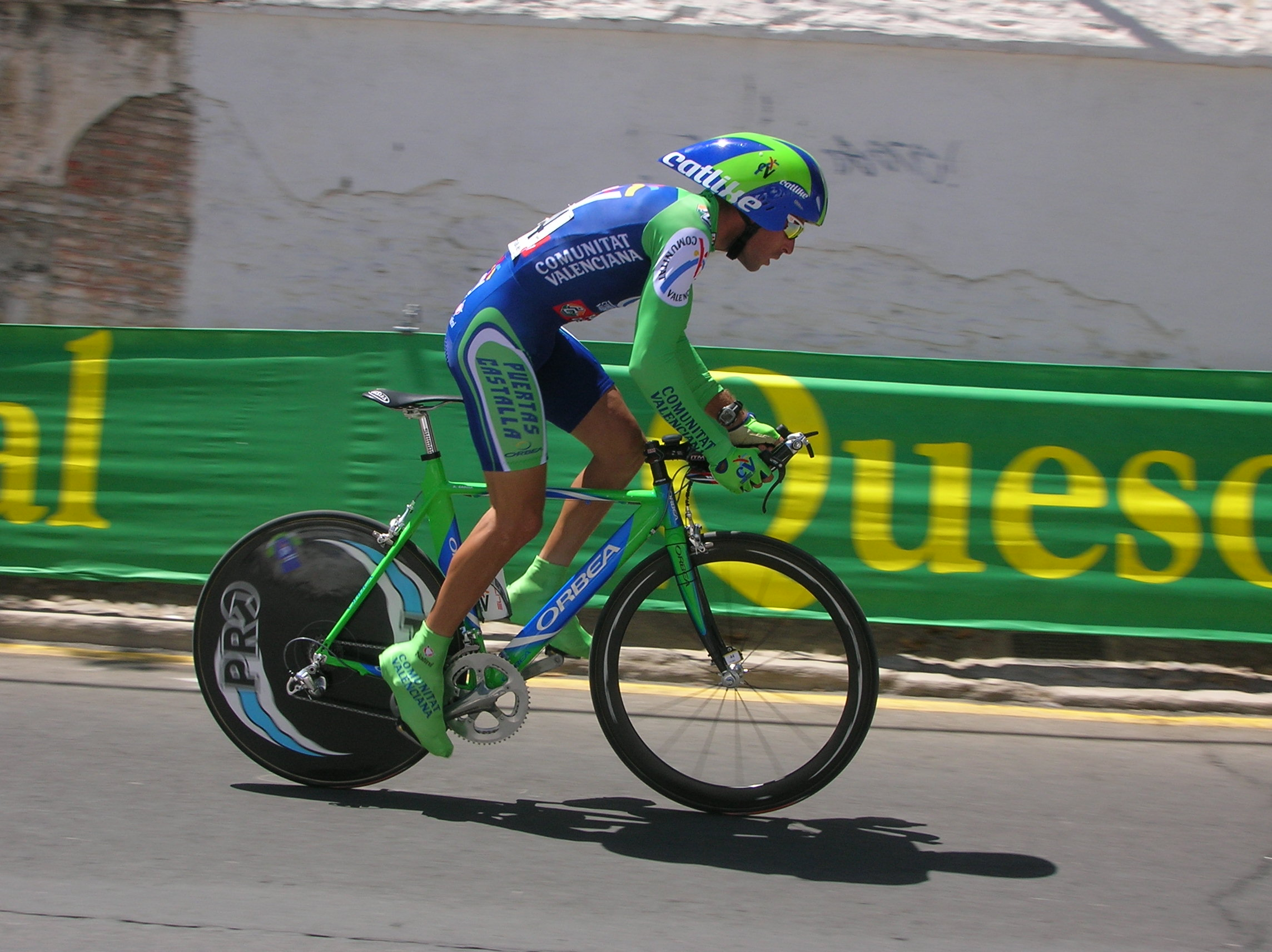
Adolfo García Quesada camino de la Alhambra de Granada en el prólogo de la Vuelta ciclista a España 2005.

En 2006, en el marco de la Operación Puerto, fue identificado por la Guardia Civil como cliente de la red de dopaje liderada por Eufemiano Fuentes, bajo el nombre en clave Fito. Adolfo García Quesada no fue sancionado por la Justicia española al no ser el dopaje un delito en España en ese momento, y tampoco recibió ninguna sanción deportiva al negarse el juez instructor del caso a facilitar a los organismos deportivos internacionales (AMA, UCI) las pruebas que demostrarían su implicación como cliente de la red de dopaje.
En la actualidad se dedica al mountaibike, consiguiendo en 2014 el campeonato de Espaňa Master 30, y en 2015 ganador Absoluto de la Vuelta Andalucía MTB en las filas del equipo Bull Bikes. En el año 2016 vuelve a formar parte del equipo Semar Elite de Granada, en el que sigue en la actualidad.
Es el hermano pequeño de Carlos García Quesada, también ciclista profesional.

## Palmarés
2000
- 1 etapa de la Vuelta a Navarra

2002
- 1 etapa de la Vuelta a Portugal
- 1 etapa de la Vuelta a Burgos

2004
- 1 etapa de la Vuelta a Portugal

2005
- Vuelta a Asturias
- 1 etapa de la Vuelta a Portugal

2006
- 1 etapa de la Vuelta a Andalucía
- 1 etapa de la Volta a Cataluña

2014
- Campeón de Espaňa Master 30 Maratón Mtb

2015
- Ganador Absoluto Vuelta Andalucía MTB

## Resultados en Grandes Vueltas
| Carrera         | 2000 | 2001 | 2002 | 2003 | 2004 | 2005 | 2006 |
| --------------- | ---- | ---- | ---- | ---- | ---- | ---- | ---- |
| Giro de Italia  | -    | -    | -    | 18.º | -    | -    | -    |
| Tour de Francia | -    | -    | -    | -    | -    | -    |      |
| Vuelta a España | -    | -    | -    | -    | -    | 34.º | -    |

## Equipos
- iBanesto.com (2001-2002)
- Kelme-Costa Blanca (2003)
- Comunidad Valenciana - Kelme (2004)
- Comunidad Valenciana-Elche (2005)
- Andalucía-Paul Versan (2006)
- Bull Bikes (2014-2015)
- Semar Elite (2016-)